# Discomegistus pectinatus
Genre
Espèce
Discomegistus pectinatus est une espèce d'acariens mesostigmates de la famille des Discozerconidae, la seule du genre Discomegistus.

## Distribution
Cette espèce a été découverte sur un myriapode de la Trinité.

## Publication originale
- Trägårdh, 1911 : Discomegistus, a new genus of myriopodophilous Parasitidae from Trinidad, with notes on the Heterozerconinae. Arkiv for Zoologi, Stockholm, vol. 7, n. 12, p. 1-21.